# كأس إفريقيا للأندية البطلة 1984
كأس أفريقيا للأندية البطلة 1984 هي النسخة 20 من دوري أبطال أفريقيا .
توج الزمالك المصري بالكأس على حساب شوتينغ ستارز النيجري .

## الفرق المشاركة
- الزمالك
- المغرب الفاسي
- دراغون إف سي
- إف سي 105 ليبروفيل
- واغادوغو
- نكانا
- شوتينغ ستارز
- مادباكادا كارانكا
- سيماسي
- جيت تيزي وزو
- ديناموز
- تونير ياوندي
- كمبالا سيتي
- بنفيكا بيساو
- غور ماهيا
- سانغا بولوندي
- بريميرو دي مايو
- [1]

## الدور التمهيدي
| الفريق الأول           | إجم. | الفريق الثاني     | مباراة الذهاب | مباراة الإياب |
| ---------------------- | ---- | ----------------- | ------------- | ------------- |
| أتليتيكو مالابو        | 3–6  | برايميرو دي مايو  | 2–0           | 1–6           |
| دسبورتيفو مابوتو       | 2–1  | مانزيني واندررز   | 1–1           | 1–0           |
| أس سي كيوفو سبورت      | w/o1 | أديمارك تايغرز    | —             | —             |
| ريال بانجول            | 0–2  | سبورتينغ دي بيساو | 0–0           | 0–2           |
| ريال ريبابليكانز       | 1–0  | إنفنسيبل إليفن    | 1–0           | 0–0           |
| تاونشيب رولرز          | 1–3  | إل. بي. إف        | 0–2           | 1–1           |
| نادي أواغادوغو الرياضي | 1–5  | تنينات الويميه    | 0–2           | 1–3           |

1 أديمارك تايغرز انسحب.

## ربع النهائي
| المغرب الفاسي - المغرب | 1 : 1                   | شوتينغ ستار - نيجيريا |                                |
|                        | ديناموز - زمبابوي       | 2 : 0                 | شبيبة القبائل - الجزائر        |
|                        | سيماسي - توغو           | -- : --               | إف . سى 105 ليبروفيل - الجابون |
|                        | نكانا - زامبيا          | 1 : 1                 | الزمالك - مصر                  |
|                        | شوتينغ ستار - نيجيريا   | 4 : 1                 | المغرب الفاسي - المغرب         |
|                        | شبيبة القبائل - الجزائر | 2 : 0 \| 3 : 2 \|     | ديناموز - زمبابوي              |
|                        | الزمالك - مصر           | 5 : 1                 | نكانا - زامبيا                 |
| 3 : 2                  |                         |                       |                                |

## نصف النهائي
مباريات الذهاب:
 جيت تيزي أوزو (3-1)  الزمالك
 شوتنج ستارز (5-1)  سيماسي
مباريات الإياب:
 الزمالك (3-0)  جيت تيزي أوزو
 سيماسي (2-1)  شوتنج ستارز

## النهائي
في مباراة الذهاب في (مصر) :
| الزمالك                                         | 2 - 0 | شوتنج ستارز |
| ----------------------------------------------- | ----- | ----------- |
| جمال عبد الحميد 58' · جمال عبد الحميد 70 (ض.ج)' |       |             |

وفي مباراة الإياب في (نيجيريا) :
| شوتنج ستارز | 0 - 1 | الزمالك                                |
| ----------- | ----- | -------------------------------------- |
|             |       | هدف عكسي من مدافع شوتنج ستارز في مرماه |